# Hipólito Solari Yrigoyen
Hipólito Solari Yrigoyen (Puerto Madryn, 23 de julio de 1933) es un abogado y político argentino, activista reformista en la universidad y miembro de la Unión Cívica Radical que fue dos veces senador de la Nación.
Fue fundador del Movimiento de Renovación y Cambio que lideró Raúl Alfonsín. Integró el Comité de Derechos Humanos de las Naciones Unidas entre 1999 a 2002 siendo vicepresidente del mismo los dos últimos años. Su actuación se ha orientado hacia el campo de los derechos humanos y las relaciones internacionales. Ha escrito varios libros. En 2008 fue elegido presidente de la Convención Nacional de la Unión Cívica Radical.

## Biografía
Hipólito Solari Yrigoyen nació en Chubut, y se trasladó a Puerto Madryn donde realizó sus estudios primarios, secundarios y universitarios, recibiéndose de abogado en la Universidad de Buenos Aires. Su padre, Edelmiro Cecilio Solari (1897-1970) fue un militante reformista en la universidad y dirigente radical de la ciudad de Buenos Aires. Su hermano Edelmiro Solari Yrigoyen (1931-2005) también fue dirigente radical. Por el lado paterno es bisnieto de Justino Solari, y por el lado materno es sobrino bisnieto de Leandro Alem y sobrino nieto del presidente Hipólito Yrigoyen.
Solari Yrigoyen migró a la Provincia de Chubut, radicándose en la ciudad de Puerto Madryn. A comienzos de la década de 1970 comienza a defender a presos políticos detenidos en la cárcel de Rawson. En 1972 se produjo una fuga de presos políticos de las organizaciones guerrilleras Montoneros y ERP, durante la cual un gran grupo quedó atrapado en el aeropuerto de Trelew. En esa ocasión los fugados exigieron como garantía la presencia de los abogados radicales Mario Abel Amaya e Hipólito Solari Yrigoyen. Pocos días después varios de los detenidos serían asesinados en lo que se conoce como la Masacre de Trelew.
Ese mismo año fue uno de los fundadores del Movimiento de Renovación y Cambio que lideraba Raúl Alfonsín, enfrentado a la línea conservadora que dominaba el radicalismo, encabezada por Ricardo Balbín. En 1973 se presentó a las elecciones que clausuraban la dictadura autodenominada Revolución Argentina, en su provincia, como candidato a senador nacional, ganando las mismas y asumiendo el 25 de mayo.
En 1973 y 1975 sufrió sendos atentados por parte del grupo parapolicial Triple A y en 1976 fue detenido-desaparecido por la dictadura militar instalada ese año, para ser luego expulsado del país, tras lo cual se radicó en París, donde permaneció hasta la restauración de la democracia en 1983. Con él permaneció también detenido-desaparecido Mario Abel Amaya, que murió a consecuencia de las torturas sufridas.
Fue una de las personas de confianza del presidente Raúl Alfonsín, quien lo designa asesor personal con rango de secretario de Estado y embajador plenipotenciario. En 1987 resultó elegido senador por segunda vez, con mandato hasta 1995. En ese período fue elegido vicepresidente de la Comisión de Relaciones Exteriores del Senado.
Entre 1999 y 2002 integró el Comité de Derechos Humanos de las Naciones Unidas, siendo designado vicepresidente del mismo los dos últimos años. En 2008 fue elegido presidente de la Convención Nacional de la Unión Cívica Radical.
Su actuación se ha orientado hacia el campo de los derechos humanos y las relaciones internacionales.[cita requerida] Es presidente de la organización Nuevos Derechos del Hombre, entidad no gubernamental con categoría de entidad consultiva ante el Consejo Económico y Social de las Naciones Unidas. Ha escrito varios libros, especialmente sobre la soberanía argentina en las Islas Malvinas y otros temas relacionados con cuestiones del sur argentino.

## Publicaciones

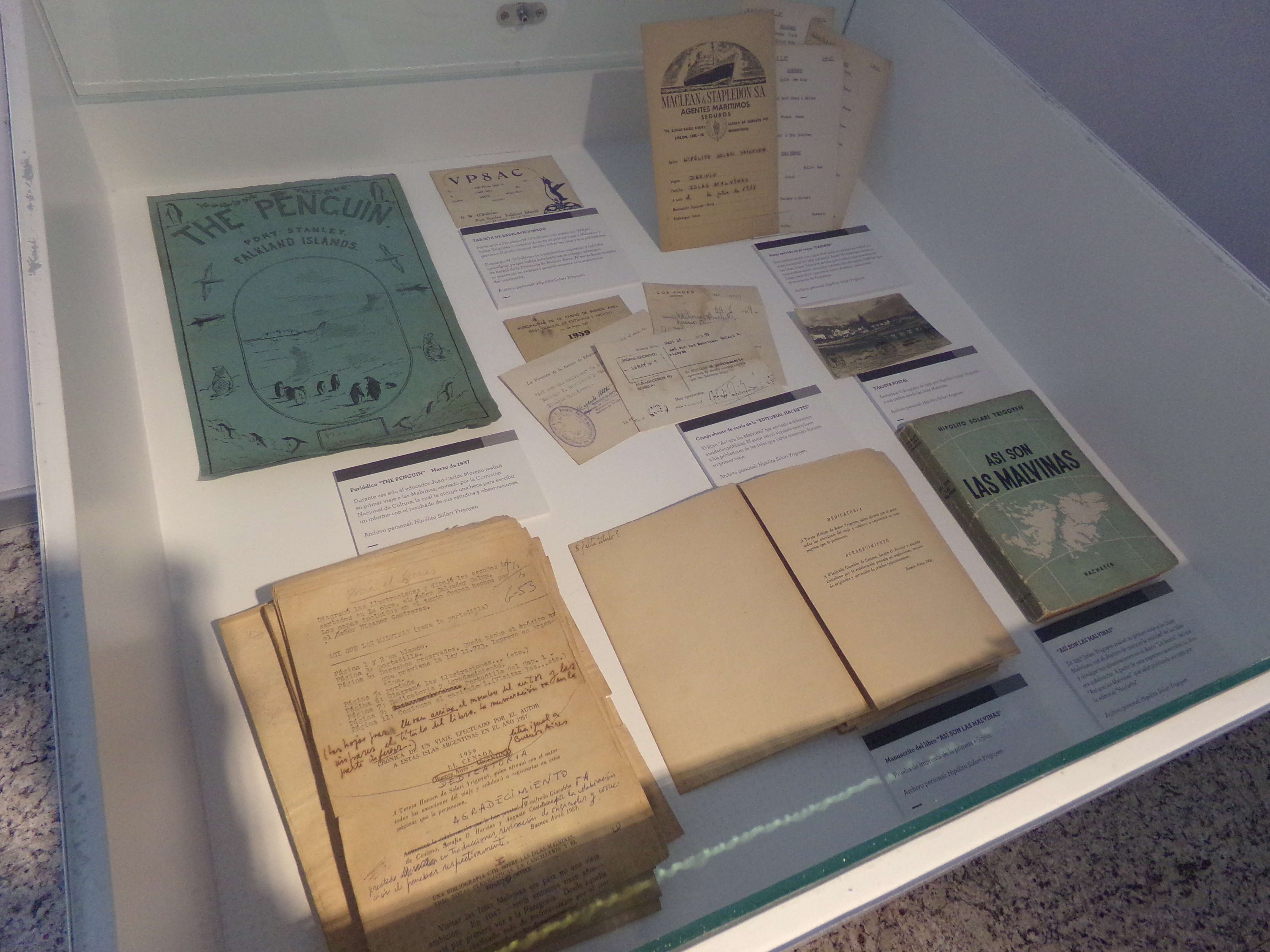
Sector dedicado a Solari Yrigoyen en el Museo Malvinas e Islas del Atlántico Sur, Buenos Aires.

- Así son las Malvinas, Hachette, 1959
- Las Malvinas de hoy, Oriente, 1966
- El escándalo Aluar, Rafael Cedeño Editor, 1977
- Los años crueles, Bruguera, 1984
- Testimonios australes, Galerna, 1986
- Malvinas: lo que no cuentan los ingleses: 1833-1982, El Ateneo, 1998
- Patagonia: las estancias del desierto, Secretaría de Cultura del Chubut, 2006